# Zvezdne steze: Prvo srečanje
Zvezdne steze: Prvo srečanje (izvirno angleško Star Trek: First Contact) je osmi celovečerni film iz serije Zvezdne steze, posnet leta 1996.

## Vsebina
Vesoljska ladja Združene Federacije Planetov, Enterprise - E (1701-E), prejme klic na pomoč. Zemljo napadjo Borg-i. V množičnem spopadu plovil Zvezdne flote in Borg-ovske kocke, uspe Zvezdna flota uničiti Borg-ovsko kocko (Borg Cube), vendar tik pred uničenjem iz nje izleti izvidniška Krogla (Borg Sphere), ustvari časovni vrtinec in zbeži v preteklost. Enterprise-E se požene za njo in skupaj se znajdeta v letu 2063. Borg-i so se očitno lotili spreminjanja zgodovine in želijo preprečiti Zemljanom, da bi opravili prvi Warp polet in s tem prvi stik z Vulkanci (Vulcans).
Star Trek VIII: First Contact / Zvedne steze VIII: Prvi stik (Paramount Pictures, 1996) je osmi film iz priljubljene znanstvenofantastične serije Zvezdne steze. Tokrat se posadka serije TNG (The Next Generation) ponovno sreča z znanimi nasprotniki – Borg-i, ki tokrat poskušajo s pomočjo časovnega potovanja zavzeti Zemljo v 21. stoletju in tako spremeniti zgodovino. Film je režiral Jonathan Frakes, scenarij sta napisala Brannon Braga in Ronald D. Moore, glasbo je skomponiral Jerry Goldsmith.